# Hydroporus sanfilippoi
Hydroporus sanfilippoi är en skalbaggsart som beskrevs av Ghidini 1958. Hydroporus sanfilippoi ingår i släktet Hydroporus och familjen dykare. Inga underarter finns listade i Catalogue of Life.